# Polnischer Fußballpokal 1990/91
Der Puchar Polski 1990/91 war die 37. Ausspielung des polnischen Pokalwettbewerbs. Er begann am 18. Juli 1990 und wurde mit dem Finale am 23. Juni 1991 abgeschlossen.
Im Finale standen sich wie im Vorjahr Titelverteidiger Legia Warschau und GKS Katowice gegenüber. Katowice gewann den nationalen Pokal zum zweiten Mal bei seiner fünften Finalteilnahme. Endspielgegner Legia Warschau stand zum 14. Mal im Finale und unterlag zum fünften Mal. Durch den Pokalgewinn war GKS Katowice für die Teilnahme am Europapokal der Pokalsieger qualifiziert.

## Teilnehmende Mannschaften
| 4=1. Liga 16 Vereine der Saison 1989/90 | 4=2. Liga 20 Vereine der Saison 1989/90 | 49 Regionale Teilnehmer aus den Woiwodschaften | 49 Regionale Teilnehmer aus den Woiwodschaften | 49 Regionale Teilnehmer aus den Woiwodschaften |
| Lech Posen Zagłębie Lubin GKS Katowice Zawisza Bydgoszcz Olimpia Posen Górnik Zabrze Legia Warschau (TV) ŁKS Łódź Wisła Krakau Śląsk Wrocław Stal Mielec Ruch Chorzów Motor Lublin Zagłębie Sosnowiec Widzew Łódź Jagiellonia Białystok | Hutnik Krakau Igloopol Dębica Stal Stalowa Wola Polonia Bytom Zagłębie Wałbrzych Gwardia Warschau Stal Rzeszów Górnik Wałbrzych Stilon Gorzów Wielkopolski Odra Wodzisław Lechia Gdańsk Siarka Tarnobrzeg Szombierki Bytom Miedź Legnica Pogoń Szczecin Resovia Rzeszów GKS 1962 Jastrzębie Moto Jelcz Oława Bałtyk Gdynia Stal Szczecin | - W. Biała Podlaska AZS Biała Podlaska - W. Białystok Jagiellonia II Białystok - W. Bielsko-Biała KS Unia Oświęcim - W. Bydgoszcz Goplania Inowrocław - W. Chełm Gwardia Chełm - W. Ciechanów Mlawianka Mława - W. Częstochowa Motor Praszka - W. Elbląg Olimpia Elbląg - W. Gdańsk Stoczniowiec Gdańsk - W. Gorzów Zjednoczeni Przytoczna - W. Jelenia Góra Olimpia Kamienna Góra - W. Kalisz Ostrovia Ostrów Wielkopolski - W. Katowice MCKS Czeladź - W. Kielce Korona Kielce - W. Konin Tur Turek - W. Koszalin Gwardia Koszalin - W. Kraków Gościbia Sułkowice - W. Krosno Stal Sanok - W. Legnica Stal Chocianów - W. Leszno Polonia Leszno - W. Lublin KS Lublinianka - W. Łomża ŁKS Start Łomża - W. Łódź Włókniarz Aleksandrów - W. Nowy Sącz Sandecja Nowy Sącz - W. Olsztyn Gwardia Szczytno | - W. Opole Odra Opole - W. Ostrołęka Bug Wyszków - W. Piła Orzeł Biały Wałcz - W. Piotrków GKS Bełchatów - W. Płock Wisła Płock - W. Poznań Warta Posen - W. Przemyśl Polna Przemyśl - W. Radom Radomiak Radom - W. Rzeszów Zelmer Rzeszów - W. Siedlce Podlasie Sokołów Podlaski - W. Sieradz Warta Sieradz - W. Skierniewice Mazovia Rawa Mazowiecka - W. Słupsk Gryf 95 Słupsk - W. Suwałki Sparta Augustów - W. Szczecin Chemik Police - W. Tarnobrzeg Tłoki Stal Gorzyce - W. Tarnów Unia Tarnów - W. Toruń Elana Toruń - W. Wałbrzych Karolina Jaworzyna Śląska - W. Warszawa Polonia Warschau - W. Włocławek Kujawiak Włocławek - W. Wrocław Ślęza Wrocław - W. Zamość Hetman Zamość - W. Zielona Góra Pogoń Świebodzin |                                                |

## Vorrunde
Die erstgenannte Mannschaft hatte zuerst Heimrecht. Das Hinspiel fand am 18. Juli, das Rückspiel am 21. Juli 1990 statt.
|                           | Gesamt |               | Hinspiel | Rückspiel |
| ------------------------- | ------ | ------------- | -------- | --------- |
| Podlasie Sokołów Podlaski | 1:4    | Gwardia Chełm | 0:3      | 1:1       |

## 1. Runde
Die Spiele der 1. Runde fanden am 25. und 29. Juli 1990 mit dem Sieger der Vorrunde sowie den übrigen Teilnehmern aus den Woiwodschaften statt.
| Datum      |                              | Ergebnis              |                       |
| ---------- | ---------------------------- | --------------------- | --------------------- |
| 25.07.1990 | Olimpia Elbląg               | 1:1 n. V. (3:4 i. E.) | Stoczniowiec Gdańsk   |
| 25.07.1990 | Zjednoczeni Przytoczna       | 1:0                   | Chemik Police         |
| 25.07.1990 | Karolina Jaworzyna Śląska    | 4:0                   | Olimpia Kamienna Góra |
| 25.07.1990 | Gwardia Chełm                | 2:2 n. V. (4:3 i. E.) | AZS Biała Podlaska    |
| 25.07.1990 | Jagiellonia II Białystok     | 2:0                   | Sparta Augustów       |
| 25.07.1990 | KS Unia Oświęcim             | 0:1                   | Gościbia Sułkowice    |
| 25.07.1990 | Mlawianka Mława              | 3:0                   | Goplania Inowrocław   |
| 25.07.1990 | Motor Praszka                | 0:0 n. V. (5:6 i. E.) | MCKS Czeladź          |
| 25.07.1990 | Ostrovia Ostrów Wielkopolski | 2:1                   | Warta Posen           |
| 25.07.1990 | Sandecja Nowy Sącz           | 0:1                   | Korona Kielce         |
| 25.07.1990 | Gwardia Koszalin             | 3:1 n. V.             | Orzeł Biały Wałcz     |
| 25.07.1990 | Stal Sanok                   | 1:0                   | Polna Przemyśl        |
| 25.07.1990 | Stal Chocianów               | 1:3                   | Ślęza Wrocław         |
| 25.07.1990 | KS Lublinianka               | 0:1                   | Zelmer Rzeszów        |
| 25.07.1990 | Polonia Warschau             | 0:1                   | GKS Bełchatów         |
| 25.07.1990 | Gwardia Szczytno             | 0:1                   | Wisła Płock           |
| 25.07.1990 | Pogoń Świebodzin             | 2:1                   | Odra Opole            |
| 25.07.1990 | Warta Sieradz                | 3:4                   | Elana Toruń           |
| 25.07.1990 | Mazovia Rawa Mazowiecka      | 1:0 n. V.             | Włókniarz Aleksandrów |
| 25.07.1990 | Unia Tarnów                  | 13:0 1                | Hetman Zamość         |
| 25.07.1990 | Kujawiak Włocławek           | 3:3 n. V. (0:3 i. E.) | Gryf 95 Słupsk        |
| 25.07.1990 | Tłoki Stal Gorzyce           | 1:0                   | Radomiak Radom        |
| 29.07.1990 | ŁKS Łomża                    | 1:1 n. V. (5:4 i. E.) | Bug Wyszków           |
| 29.07.1990 | Tur Turek                    | 1:0                   | Polonia Leszno        |

## 2. Runde
Die Spiele der 2. Runde wurden am 1. August 1990 mit den Gewinnern der 1. Runde ausgetragen.
| Datum      |                           | Ergebnis              |                              |
| ---------- | ------------------------- | --------------------- | ---------------------------- |
| 01.08.1990 | Gościbia Sułkowice        | 0:2                   | Tłoki Stal Gorzyce           |
| 01.08.1990 | Gwardia Chełm             | 0:3                   | Korona Kielce                |
| 01.08.1990 | MCKS Czeladź              | 4:2                   | Unia Tarnów                  |
| 01.08.1990 | Karolina Jaworzyna Śląska | 0:3                   | Ślęza Wrocław                |
| 01.08.1990 | Gwardia Koszalin          | 0:4                   | Stoczniowiec Gdańsk          |
| 01.08.1990 | Mlawianka Mława           | 0:2                   | Wisła Płock                  |
| 01.08.1990 | Tur Turek                 | 2:5                   | Elana Toruń                  |
| 01.08.1990 | Zjednoczeni Przytoczna    | 3:4                   | Gryf 95 Słupsk               |
| 01.08.1990 | Jagiellonia II Białystok  | 2:0                   | ŁKS Start Łomża              |
| 01.08.1990 | Pogoń Świebodzin          | 1:1 n. V. (2:4 i. E.) | Ostrovia Ostrów Wielkopolski |
| 01.08.1990 | Mazovia Rawa Mazowiecka   | 1:0                   | GKS Bełchatów                |
| 01.08.1990 | Stal Sanok                | 4:1                   | Zelmer Rzeszów               |

## 3. Runde
Die Spiele der 3. Runde fanden am 22. August 1990 statt. Es nahmen die Gewinner der 2. Runde sowie die Mannschaften der 2. Liga der Saison 1989/90 teil.
| Datum      |                              | Ergebnis              |                            |
| ---------- | ---------------------------- | --------------------- | -------------------------- |
| 22.08.1990 | Jagiellonia II Białystok     | 0:2                   | Gwardia Warschau           |
| 22.08.1990 | Wisła Płock                  | 3:2                   | Bałtyk Gdynia              |
| 22.08.1990 | Szombierki Bytom             | 2:0                   | Igloopol Dębica            |
| 22.08.1990 | Ślęza Wrocław                | 1:0                   | Górnik Wałbrzych           |
| 22.08.1990 | Ostrovia Ostrów Wielkopolski | 1:1 n. V. (4:3 i. E.) | Miedź Legnica              |
| 22.08.1990 | Moto Jelcz Oława             | 0:1                   | Odra Wodzisław             |
| 22.08.1990 | Elana Toruń                  | 1:1 n. V. (6:5 i. E.) | Lechia Gdańsk              |
| 22.08.1990 | Stoczniowiec Gdańsk          | 2:3                   | Pogoń Szczecin             |
| 22.08.1990 | Gryf 95 Słupsk               | 1:3 n. V.             | Stilon Gorzów Wielkopolski |
| 22.08.1990 | Stal Sanok                   | 0:1                   | Stal Rzeszów               |
| 22.08.1990 | Korona Kielce                | 2:1                   | Siarka Tarnobrzeg          |
| 22.08.1990 | Polonia Bytom                | 2:1 n. V.             | Hutnik Krakau              |
| 22.08.1990 | MCKS Czeladź                 | 2:3 n. V.             | Zagłębie Wałbrzych         |
| 22.08.1990 | GKS 1962 Jastrzębie          | 0:1                   | Stal Stalowa Wola          |
| 22.08.1990 | Tłoki Stal Gorzyce           | 0:3                   | Resovia Rzeszów            |
| 22.08.1990 | Mazovia Rawa Mazowiecka      | 13:0 1                | Stal Szczecin              |

## 4. Runde
Die 4. Runde fand am 28. und 29. August 1990 mit den Gewinnern der 3. Runde statt. Hinzu kamen die 16 Mannschaften der 1. Liga der Saison 1989/90.
| Datum      |                              | Ergebnis              |                       |
| ---------- | ---------------------------- | --------------------- | --------------------- |
| 28.08.1990 | Stal Rzeszów                 | 3:0                   | Zagłębie Sosnowiec    |
| 28.08.1990 | Stilon Gorzów Wielkopolski   | 0:1                   | Olimpia Posen         |
| 29.08.1990 | Korona Kielce                | 0:0 n. V. (2:1 i. E.) | Ruch Chorzów          |
| 29.08.1990 | Wisła Płock                  | 0:5                   | ŁKS Łódź              |
| 29.08.1990 | Zagłębie Wałbrzych           | 3:2                   | Wisła Krakau          |
| 29.09.1990 | Stal Stalowa Wola            | 2:3                   | Lech Posen            |
| 29.08.1990 | Odra Wodzisław               | 2:1                   | Śląsk Wrocław         |
| 29.08.1990 | Ślęza Wrocław                | 1:2                   | Legia Warschau        |
| 29.08.1990 | Gwardia Warschau             | 2:3                   | Zagłębie Lubin        |
| 29.08.1990 | Szombierki Bytom             | 1:2                   | GKS Katowice          |
| 29.08.1990 | Polonia Bytom                | 0:1                   | Widzew Łódź           |
| 29.08.1990 | Resovia Rzeszów              | 1:3                   | Górnik Zabrze         |
| 29.08.1990 | Pogoń Szczecin               | 1:3 n. V.             | Jagiellonia Białystok |
| 29.08.1990 | Elana Toruń                  | 1:1 n. V. (2:3 i. E.) | Zawisza Bydgoszcz     |
| 29.08.1990 | Ostrovia Ostrów Wielkopolski | 0:2                   | Motor Lublin          |
| 29.08.1990 | Mazovia Rawa Mazowiecka      | 0:3                   | Stal Mielec           |

## 5. Runde
Die Spiele der 5. Runde fanden am 10., 21., 22. und 24. November 1990 mit den Gewinnern der 4. Runde statt.
| Datum      |                       | Ergebnis  |                |
| ---------- | --------------------- | --------- | -------------- |
| 10.11.1990 | Zawisza Bydgoszcz     | 2:0 n. V. | Motor Lublin   |
| 21.11.1990 | Zagłębie Wałbrzych    | 0:3       | Legia Warschau |
| 21.11.1990 | Jagiellonia Białystok | 0:2       | Górnik Zabrze  |
| 21.11.1990 | Stal Rzeszów          | 2:0       | Odra Wodzisław |
| 21.11.1990 | Zagłębie Lubin        | 1:2 n. V. | Olimpia Posen  |
| 21.11.1990 | ŁKS Łódź              | 2:0       | Lech Posen     |
| 22.11.1990 | Widzew Łódź           | 2:0       | Stal Mielec    |
| 24.11.1990 | Korona Kielce         | 0:2       | GKS Katowice   |

## Viertelfinale
Die Spiele wurden in Hin- und Rückspielen ausgetragen. Die erstgenannten Mannschaften hatten zuerst Heimrecht. Die Hinspiele fanden am 3. April, die Rückspiele am 8. Mai 1991 statt.
|                   | Gesamt          |              | Hinspiel | Rückspiel |
| ----------------- | --------------- | ------------ | -------- | --------- |
| Olimpia Posen     | 2:1             | Stal Rzeszów | 2:1      | 1<0:0 1   |
| Zawisza Bydgoszcz | 1:1 (3:1 i. E.) | Widzew Łódź  | 0:1      | 1:0 n. V. |
| Legia Warschau    | 2:2 (6:5 i. E.) | ŁKS Łódź     | 2:0      | 0:2 n. V. |
| Górnik Zabrze     | 1:2             | GKS Katowice | 1:0      | 0:2 n. V. |

## Halbfinale
Die erstgenannten Mannschaften hatten zuerst Heimrecht. Die Hinspiele fanden am 15. Mai 1991, die Rückspiele am 5. Juni 1991 statt.
|               | Gesamt |                   | Hinspiel | Rückspiel |
| ------------- | ------ | ----------------- | -------- | --------- |
| GKS Katowice  | 4:1    | Zawisza Bydgoszcz | 3:1      | 1:0       |
| Olimpia Posen | 0:4    | Legia Warschau    | 1<0:3 1  | 0:1       |

## Finale
| GKS Katowice                                               | GKS Katowice | Legia Warschau | Legia Warschau |
| ---------------------------------------------------------- | --- | --- | -------------- |
| GKS Katowice                                               | \| 23. Juni 1991 in Piotrków Trybunalski (Stadion Piotrcovii) \| \| Ergebnis: 1:0 (0:0) \| \| Zuschauer: 6.000 \| \| Schiedsrichter: Marek Kowalczyk (Posen) \| | \| 23. Juni 1991 in Piotrków Trybunalski (Stadion Piotrcovii) \| \| Ergebnis: 1:0 (0:0) \| \| Zuschauer: 6.000 \| \| Schiedsrichter: Marek Kowalczyk (Posen) \|                                                                                                   | Legia Warschau |
| GKS Katowice                                               | Janusz Jojko – Roman Szewczyk, Andrzej Lesiak, Krzysztof Maciejewski, Marek Świerczewski – Janusz Nawrocki (67. Arkadiusz Wołowicz), Dariusz Grezesik, Dariusz Rzeźniczek, Piotr Świerczewski – Krzysztof Walczak (89. Adam Książek), Zdzisław Strojek Cheftrainer: Alojzy Łysko | Maciej Szczęsny – Marek Jóźwiak (72. Arkadiusz Gmur), Jacek Bąk, Dariusz Kubicki, Piotr Czachowski – Leszek Pisz, Dariusz Czykier, Krzysztof Iwanicki, Jacek Sobczak (87. Andrzej Sazonowicz) – Jacek Cyzio, Wojciech Kowalczyk Cheftrainer: Władysław Stachurski | Legia Warschau |
| GKS Katowice                                               | 1:0 Andrzej Lesiak (76.) | | Legia Warschau |
| GKS Katowice                                               | Jacek Bąk | | Legia Warschau |
| 23. Juni 1991 in Piotrków Trybunalski (Stadion Piotrcovii) | | |                |
| Ergebnis: 1:0 (0:0)                                        | | |                |
| Zuschauer: 6.000                                           | | |                |
| Schiedsrichter: Marek Kowalczyk (Posen)                    | | |                |